# Біланіна Марія Миколаївна
Марі́я Микола́ївна Біла́ніна (нар. 29 червня 1927, с. Синевирська Поляна Міжгірського району Закарпатської області — 1995, Ужгород) — українська живописиця. Учениця Йосипа Бокшая. Працювала у жанрі портрету.

## Життєпис
Народилася 29 червня 1927 року в селі Синевирська Поляна Міжгірського району Закарпатської області.
У 1949 році навчалась в Ужгородському училищі декоративно-прикладного мистецтва.
У 1955 році закінчила Львівський державний інститут прикладного та декоративного мистецтва (1949-1955; викл. Й. Бокшай і Р. Сельський).
Учасниця виставок від 1954. Автор картин «Дівчина з Синевира» (1957), «Оленка» (1958), «Дівчинка біля дзюркотливого струмка» (1962), портрета телятниці Д. Репарюк (1964), «Наречена» (1980), «Портрет письменника Петра Угляренка» (1982).
Член об'єднання професійних художників Закарпаття. Твори знаходяться у Третьяковській галереї, Закарпатському краєзнавчому музеї ім. Тиводара Легоцького, Гуцульському музеї в Ясінях.
Пішла з життя 1995, похована на цвинтарі Кальварія в м. Ужгороді. 